# Junta Provisional Governativa
La Junta Sobirana Provisional Governativa fou la primera entitat governativa de Mèxic.

## Història
La Junta Sobirana Provisional Governativa va ser creada el 28 de setembre de 1821 es va constituir la Junta Provisional Governativa com primer Poder Legislatiu de Mèxic, l'organisme encarregat de formular les bases d'un proper Congrés Constituent per a l'elecció de diputats com a representants de les intendències del país. La Junta Sobirana Provisional Governativa va ser creada després d'haver-se promulgat el Pla d'Iguala, on es va aconseguir unir a les classes altes criolles, els cossos de l'exèrcit realista, els insurgents, els cabildos, l'alt clergat i els propietaris, però sense pugnar per cap transformació essencial en l'antic règim, per contra, va reivindicar les antigues idees enfront de les innovacions del liberalisme.
La Junta Provisional Governativa va acabar les seves funcions el 24 de febrer de 1822, justament quan es va instal·lar el Sobirà Congrés Mexicà Constituent, integrat per 156 diputats electes, dels quals, la Junta Governativa va aprovar que cada província triés un diputat per cada 50 mil habitants, i que les províncies que aconseguissin més de quatre diputats, podien triar a un eclesiàstic, magistrat o jutge, i també escollir a un militar representatiu. Entre altres funcions, la Junta Provisional Governativa seria l'encarregada de sol·licitar a la Casa Reial espanyola la designació d'un monarca propi de l'Imperi Mexicà d'acord amb el Tractat de Córdoba, que reconeixia la independència de la Nova Espanya, i el qual va ser signat a la ciutat de Córdoba el 24 d'agost de 1821, per l'últim virrei i cap polític superior de Nova Espanya i Agustín de Iturbide, el suprem comandant de l'Exèrcit Trigarante, però la designació va ser rebutjada per la corona espanyola, donant per conseqüència que Agustín de Iturbide fos designat com el primer emperador de l'Imperi Mexicà.

### Reglament interior

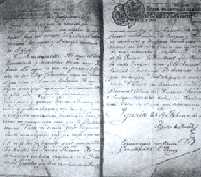
El Pla d'Iguala

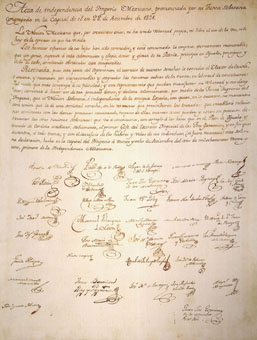
Acta d'independència

Reglament per als membres de la Junta Sobirana Provisional
1. La Junta Sobirana Provisional residirà a Mèxic, i celebrarà les seves sessions en el palau nacional
2. El President de la Junta Sobirana Provisional obrirà les sessions des de 9 del matí fins a la 1 del dia, sinó és que la gravetat de l'assumpte exigeixi perllongar més, o la falta d'ell, s'ha d'escurçar el temps
3. En el saló de la Junta Sobirana Provisional no es permetrà entrada a les dones, ni a més nombre d'homes que para el que hi hagi capacitat segons el parer del President
4. No hi haurà preferència de seients entre els vocals: només el President ho tindrà destinat en la testera de la sala i taula
5. Es col·locaran sobre la taula les llistes impreses dels noms dels vocals, amb expressió del carrer i casa del seu allotjament per a govern del President i dels mateixos vocals.
6. Així mateix es posaran sobre la mateixa taula el llibre d'Actes, el de Comissions, alguns exemplars d'aquest Reglament, i dos de la Constitució, del Pla d'Iguala i del Tractat de Córdoba,[6] i un Sant Crist.
7. En lloc proporcionat es col·locaran els codis civils i canònics, ordenances i reglaments, i la col·lecció general de providències de la Junta Sobirana Provisional de la Nació per als usos que es convinguin.
8. Quan els espectadors no guardin silenci i componiment, el President per si, o a petició de qualsevol vocal, podran manar que es buidi, i la sessió d'aquell dia seguirà en secret: entenent-se això si al ràpid no es poden descobrir als provocadors del soroll o desordre.
9. Encara que les sessions seran públiques, podrà la Regència, quan dirigeixi alguna consulta o exposició i determini en secret, la qual cosa es practicarà sempre que després de llegida no resolgui la Junta Sobirana Provisional el contrari.
10. Les queixes o acusacions contra individus de la Regència, o vocals de la Junta es faran en secret.
11. En la recepció de jurament a vocals de la Junta Sobirana Provisional, o qualssevol una altra persona, s'aixecaran tots durant l'acte, quedant-se assegut el President.

### Membres
President, José Mariano de Sardaneta y Llórente (1821-1822)
Secretari, José Rafael Suárez Pereda (1821-1822)
| 1. Anastasio Bustamante y Oseguera 2. Antonio Joaquín Pérez Martínez 3. Antonio de León y Gama 4. José Carlos María Bustamante 5. Francisco Manuel Sánchez de Tagle 6. Francisco Severo Maldonado 7. Ignacio García Illueca 8. Isidro Ignacio Icaza 9. José Isidro Yáñez 10. José Manuel Mariano Aniceto Sartorio 11. José Manuel Velázquez de la Cadena 12. José María Fagoaga 13. José María Cervantes y Velasco 14. José María Echever Valdivieso Vidal de Lorca 15. José María Jáuregui 16. José Mariano de Sardaneta y Llórente 17. José Mariano Almanza 18. José Domingo Rus 19. José Miguel Guridi y Alcocer 20. José Rafael Suárez Pereda 21. Juan Orbegoso |  | 1. Juan José O'Donojú O'Ryan 2. Juan Francisco Azcárate y Lezama 3. Juan José Espinosa de los Monteros 4. Juan María Cervantes y Padilla 5. Juan Bautista Lobo 6. Juan Bautista Raz y Guzmán 7. Nicolás Campero 8. Matías Monteagudo 9. Manuel de la Bárcena 10. Manuel de Heras y Soto 11. Manuel Velázquez de León 12. Manuel Montes Argüelles 13. Manuel Sotarriva 14. Manuel Martínez Mancilla 15. Miguel Sánchez Enciso 16. Miguel Cervantes y Velasco 17. Pedro José Romero de Terreros |